# Hyalonema rotundum
Hyalonema rotundum är en svampdjursart som beskrevs av Isao Ijima 1927. Hyalonema rotundum ingår i släktet Hyalonema och familjen Hyalonematidae. Inga underarter finns listade i Catalogue of Life.